# G-Man (Half-Life)
G-Man è un personaggio ricorrente della serie di videogiochi Half-Life.
Enigmatico e sfuggente, in quasi tutti i titoli della serie tende ad apparire in lontananza al giocatore senza interagirvi attivamente: tuttavia in più punti dell'arco narrativo svolge un ruolo fondamentale nel determinare il corso della storia, intervenendo in momenti chiave.

## Caratteristiche
Il G-Man richiama già dal nome il termine impiegato nello slang americano per indicare impiegati governativi (government man), in particolari membri della FBI, riprendendone l'iconografia di uomo vestito con giacca e pantaloni grigio-blu, camicia bianca e cravatta viola (nera nel primo Half-Life), dotato di una valigetta nera dal contenuto sconosciuto.
Egli è apparentemente dotato di poteri sovrannaturali, come la capacità di teletrasportare sé stesso e altri nello spazio e nel tempo e tra universi paralleli.

## Interventi rilevanti di G-Man

### Half Life
G-Man è visibile in alcuni punti irraggiungibili in varie parti del gioco (pur non intervenendo mai direttamente), e alla fine, dopo l'uccisione del Nihilanth, preleva Gordon Freeman e lo porta con sé, spiegandogli che è soddisfatto del lavoro svolto da Gordon e che potrebbero lavorare ancora insieme, quindi a questo punto fa scegliere a Freeman se unirsi a lui o "combattere una guerra senza possibilità di vittoria". Saltando nel portale si accetta la proposta, mentre standone fuori si verrà trasportati in una valle piena di mostri dove si morirà subito. In entrambi i casi il gioco finisce comunque e non influenza lo svolgimento dei seguiti.

#### Opposing Force
Anche nell'espansione Opposing Force il G-Man appare sempre in luoghi irraggiungibili, sebbene in questo caso prenda attivamente parte allo sviluppo della storia: infatti lo vediamo aprire una porta per salvare Adrian Shephard, bloccare una paratia e impedirgli di partire e infine reinnescare la bomba che Shepard aveva disinnescato, causando così la completa distruzione di Black Mesa.
Alla fine preleva Shepard e lo mette in stasi affinché i fatti di Black Mesa non siano divulgati, sostenendo che sarà portato in un luogo dove non potrà far male a nessuno.

### Half Life 2
All'inizio del gioco il G-Man recupera Freeman dalla stasi, inserendolo a bordo di un treno diretto a City 17. Durante il gioco, similmente a quanto già fatto, continuerà ad apparire e scomparire in lontananza. È visibile anche su un televisore nel livello Anticittadino 1, nonché in vari schermi di telecamere di sicurezza, in lontananza in certi scenari, persino affacciato a qualche finestra e a volte, lo potremo vedere anche nella schermata iniziale. Alla fine del gioco, dopo che Freeman distrugge il teletrasporto di Breen, lo salva dall'esplosione e cerca di rimetterlo nel portale temporale, complimentandosi nuovamente per il lavoro svolto, e promettendo nuovi incarichi.

### Half Life 2: Episode One
All'inizio del gioco G-Man sta per inserire Freeman nel portale temporale, ma alcuni Vortigaunt lo liberano e lo scacciano.

### Half Life 2: Episode Two
Nel corso del gioco, mentre i Vortigaunt stanno curando Alyx, ferita da un cacciatore Combine, G-Man cattura per un breve periodo Gordon e gli parla di avvenimenti futuri. Gli rivela di essere stato lui a salvare Alyx da Black Mesa quando era ancora una bambina, in previsione di una sua utilità futura, e assegna a Gordon la missione di portarla sana e salva a White Forest. Per la prima volta il G-Man rivela, anche se in maniera molto criptica, degli indizi sulla natura della sua missione. Afferma infatti di doversi limitare a "tenerli d'occhio", che vorrebbe intervenire direttamente ma è sottoposto ad "alcune restrizioni". Infine dà ad Alyx un messaggio da riferire al padre: "Preparati a conseguenze impreviste", dopodiché libera Gordon e scompare. Verso la fine del gioco, prima dello scontro finale, G-Man appare brevemente su uno schermo e Alyx rivela al padre Eli Vance il messaggio.
In seguito a questo Eli rivela a Gordon che la frase "conseguenze impreviste" (titolo, fra l'altro, del secondo capitolo di Half-Life) gli era stata sussurrata all'orecchio dal G-Man (che lui definisce "il nostro comune amico") subito prima del disastro di Black Mesa. Sorprendentemente, secondo le dichiarazioni di Eli, il cristallo che ha causato la cascata di risonanza, era stato portato dallo stesso G-Man (il che avvalora la tesi che lo vedrebbe coinvolto nel disastro stesso).

### Half-Life: Alyx
Il personaggio appare in Half-Life: Alyx. Assente per la maggior parte del gioco in quanto prigioniero in una cella che disabilita i suoi poteri, compare nel finale dopo essere stato liberato dalla protagonista Alyx Vance. Il G-Man quindi si presenta ad Alyx e le offre una "spinta" in quanto si è rivelata "utile". Alyx chiede l'eliminazione dei Combine dal pianeta, ma l'uomo la ferma in quanto ciò "andrebbe contro gli interessi dei suoi superiori". Il G-Man le mostra quindi la futura morte di suo padre Eli Vance in Episode Two, e le offre la possibilità di salvarlo. La protagonista accetta e, una volta salvato il genitore, chiede di tornare a casa, ma il G-Man risponde che la protagonista non ha "compreso la situazione", per poi scomparire. Alyx si trova quindi "assunta" e "in attesa di un incarico". Il videogioco finisce con la scena in cui Eli sarebbe dovuto morire davanti ad Alyx e Gordon, ma il primo si trova in vita e Alyx è totalmente assente. La linea temporale è stata cambiata.

## Accoglienza
Il G-Man è divenuto nel corso del tempo uno dei personaggi iconici della serie, e tra i più famosi all'interno del panorama videoludico.